# Principe d'incertitude

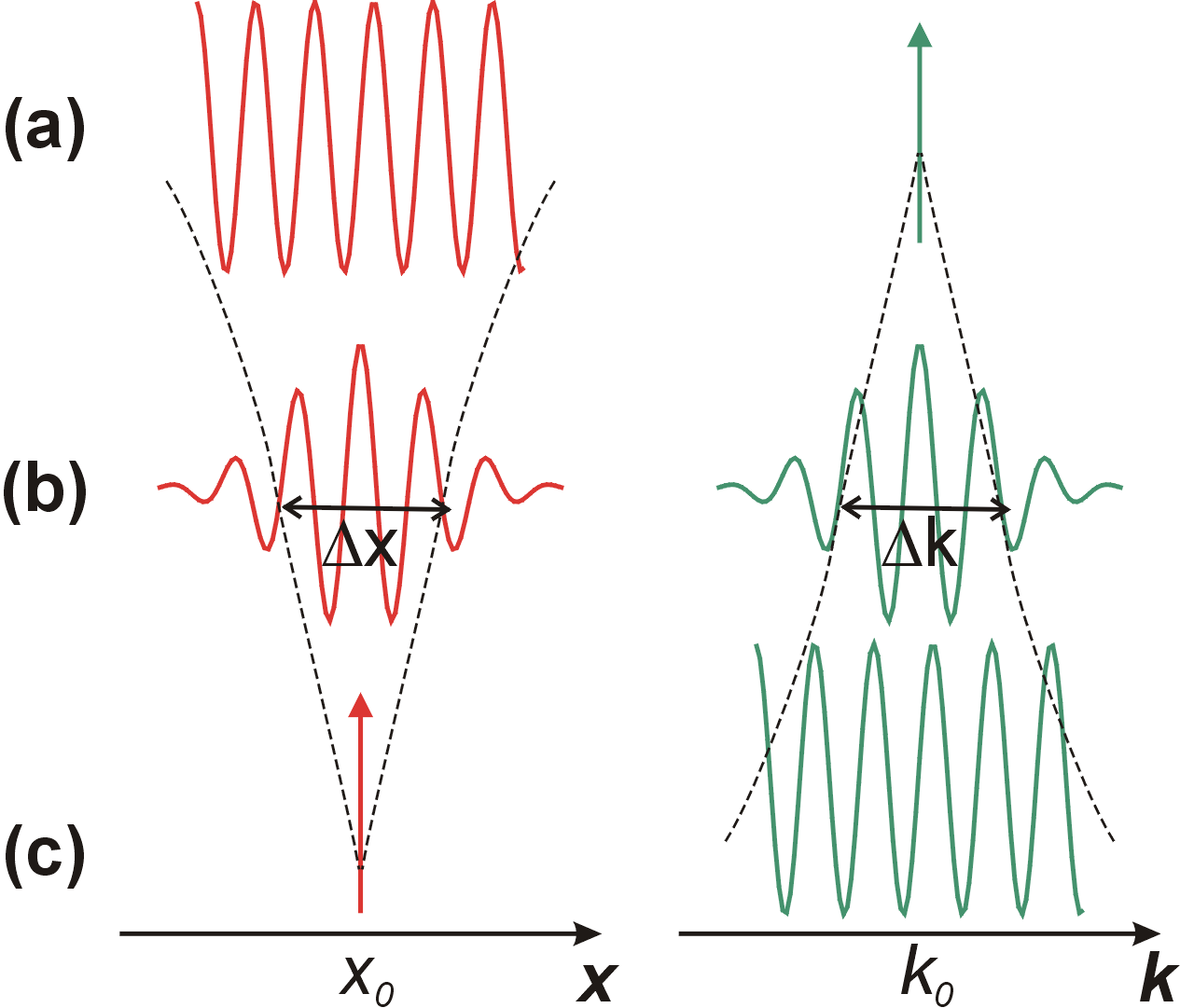
Vues des fonctions d'onde décrivant la position (x_{0}) ou la quantité de mouvement (k_{0}) de (a) une onde pure, (b) un paquet d'onde et (c) un corpuscule parfaitement localisé. L'onde étant de fréquence pure, son énergie est parfaitement définie mais elle n'est pas localisée dans l'espace. Inversement, le corpuscule est parfaitement localisé mais n'a pas de fréquence déterminée. Le cas général est celui du paquet d'onde qui est distribué en fréquence comme en espace. Du fait de l'équivalence mathématique entre ces deux représentations, l'étalement spatial est inversement proportionnel à l'étalement de l'impulsion.

En mécanique quantique, le principe d'incertitude ou, plus correctement, principe d'indétermination, aussi connu sous le nom de principe d'incertitude de Heisenberg, désigne toute inégalité mathématique affirmant qu'il existe une limite fondamentale à la précision avec laquelle il est possible de connaître simultanément deux propriétés physiques d'une même particule ; ces deux variables dites complémentaires peuvent être sa position (x) et sa quantité de mouvement (p).
Plus précisément, il établit que le produit de l'incertitude sur ces deux valeurs est toujours supérieur ou égal à une certaine constante :
{\displaystyle \Delta x\Delta p\geq {\frac {\hbar }{2}}}.
Cette limite s'applique principalement aux objets microscopiques et devient négligeable pour les objets macroscopiques.
Ce principe est une conséquence mathématique de la dualité onde-corpuscule de la matière et de la représentation des corpuscules sous forme de paquet d'onde. Les propriétés mathématiques des ondes impliquent qu'on peut représenter ce paquet, de manière strictement équivalente, selon une distribution de fréquences (un spectre, et donc une distribution d'énergie) ou une distribution de positions dans l'espace. Le passage de l'un à l'autre se calcule par une transformée de Fourier. Il s'avère que, mathématiquement, plus une de ces représentations est précise, plus l'autre — par transformée de Fourier — est imprécise.
Présenté pour la première fois en 1927 par le physicien allemand Werner Heisenberg, le principe énonce que toute amélioration de la précision de mesure de la position d’une particule se traduit par une moindre précision de mesure de sa vitesse et vice-versa. Mais cette formulation peut laisser entendre que la particule possède réellement une position et une vitesse précises avant la mesure, que la mécanique quantique empêche de mesurer, ce qui n'est en fait pas le cas.
Pour limiter ces incompréhensions liées à la terminologie, le nom de « principe d'indétermination » est parfois préféré car le principe ne porte pas sur l'ignorance « subjective » ou technique de grandeurs par l'expérimentateur, mais bien sur une impossibilité fondamentale de les déterminer, et même sur le fait que le concept de grandeur précise n'a pas de sens physique.

## Histoire
Le principe est énoncé pour la première fois en 1927 par le physicien allemand Werner Heisenberg. Dans ses mémoires, le physicien relate ainsi sa découverte :

« Je concentrai mes efforts sur la question de savoir comment on pouvait représenter la trajectoire d'un électron dans une chambre de Wilson, dans le cadre mathématique de la mécanique quantique. Lorsque, au cours de l'un des premiers soirs après avoir commencé cette étude, je me heurtai déjà à des difficultés insurmontables, je commençai à soupçonner que nous avions peut-être mal posé la question. [...] Effectivement, ce que l'on voit dans la chambre, ce sont simplement des gouttelettes d'eau dont chacune est certainement beaucoup plus étendue qu'un électron. La question correcte devait donc être posée ainsi : peut-on représenter, dans le cadre de la mécanique quantique, une situation où un électron se trouve à peu près — c'est-à-dire à une certaine imprécision près — en une position donnée, et possède à peu près — c'est-à-dire à nouveau à une certaine imprécision près — une vitesse donnée ? Et peut-on rendre ces imprécisions suffisamment faibles pour qu'il n'y ait pas de contradiction avec l'expérience ? Un bref calcul que j'effectuai au retour vers l'Institut confirma qu'une telle situation pouvait être représentée mathématiquement, et que les imprécisions étaient liées par les relations qui ont été appelées plus tard « relations d'incertitude de la mécanique quantique ». »

— Werner Heisenberg, La Partie et le Tout, Flammarion, 2010, p. 141.
L'inégalité formelle reliant l'écart type de la position {\displaystyle \sigma _{x}} et l'écart type de la quantité de mouvement {\displaystyle \sigma _{p}} a été établie par Earle Hesse Kennard plus tard la même année et par Hermann Weyl en 1928[réf. souhaitée] :
{\displaystyle \sigma _{x}\sigma _{p}\geq {\frac {\hbar }{2}}}
où {\displaystyle \hbar } est la constante de Planck réduite, égale à {\displaystyle h/2\pi }. La quantité de mouvement étant le produit de la masse {\displaystyle m} et la vitesse {\displaystyle v}, cette relation peut aussi être écrite
{\displaystyle \sigma _{x}\sigma _{v}\geq {\frac {\hbar }{2m}}}.
Cette forme met en évidence que le produit des deux écarts types est important surtout pour les particules microscopiques qui ont de petites masses. Pour les objets macroscopiques de masse grande, le produit peut devenir négligeable, de sorte que leur mouvement est bien décrit par la mécanique newtonienne. 
Le principe d'incertitude est souvent appelé principe d'indétermination. L'emploi de ces deux termes pour désigner la même notion résulte d'un problème lors de la traduction en anglais de l'article de Heisenberg. En effet, lors de la première rédaction de son article, Heisenberg emploie les termes Unsicherheit (incertitude) et Ungenauigkeit (imprécision), puis, comprenant que ces termes peuvent prêter à confusion, il décide d'utiliser finalement le terme Unbestimmtheit (indétermination). Mais l'article est déjà traduit et c'est le terme principe d'incertitude qui sera consacré.
Bien que la dénomination « principe d'incertitude » soit la plus usitée, il est nécessaire de parler de « principe d'indétermination ». Le terme de « principe » est aussi considéré comme inapproprié, quoique souvent encore usité. Il conviendrait de parler de « relations » d'incertitude, ou mieux, de relations d'indétermination, étant donné que ces relations sont parfaitement justifiées du point de vue mathématique.
En raison des connotations philosophiques du terme de « principe », aujourd'hui, les physiciens parlent davantage des « relations d'indétermination de Heisenberg » ou des « inégalités de Heisenberg »,, au pluriel car il s'agit d'une inégalité portant sur tout couple de grandeurs physiques dont le produit a la dimension d'une action,.

## Conséquences
À la suite de la confirmation expérimentale de la dualité onde-corpuscule, un objet quantique devait posséder à la fois une fréquence et un vecteur d'onde, et donc avoir une certaine extension en espace et en temps : il ne peut ainsi être ni parfaitement localisé, ni avoir une énergie parfaitement définie.
Ceci fait suite aux travaux de Planck, Einstein et de Broglie qui ont validé la nature quantique de la matière en donnant l'équivalence entre des propriétés ondulatoires (fréquence et vecteur d'onde) et corpusculaires (énergie et impulsion) selon les lois : {\displaystyle E=\hbar \omega } et {\displaystyle {\vec {p}}=\hbar {\vec {k}}}.
Le principe d'indétermination énonce donc, contrairement à la mécanique classique, que pour une particule donnée, il est impossible de connaître simultanément sa position et sa vitesse exactes selon une formule de proportionnalité.
Si par contre, on renonce à considérer la particule comme objet corpusculaire défini par des valeurs scalaires (position, vitesse, etc), mais ayant une certaine extension dans l'espace, il est possible de la représenter par une fonction décrivant sa distribution spatiale. Toute l'information relative à une particule est alors contenue dans une fonction d'onde.
Les mesures scalaires effectuées sur cette particule consistent à extraire seulement une partie de cette information, par l'intermédiaire d'opérateurs mathématiques.

## Particules microscopiques et objets macroscopiques
La relation entre les écarts types de position et de vitesse
{\displaystyle \sigma _{x}\sigma _{v}\geq {\frac {\hbar }{2m}}}
met en évidence que le produit des deux écarts types est important surtout pour les particules microscopiques qui ont de petites masses. Un électron, par exemple, présentant une incertitude sur sa position de 0,000 5 nm, soit 1 % du rayon de Bohr de l'atome d'hydrogène, aura sa vitesse connue seulement avec une incertitude de 108 m/s. Cette valeur énorme est comparable à la vitesse de la lumière et implique qu'on n'a aucune idée réelle de la vitesse de cet électron. Pour les objets macroscopiques de masse grande, en revanche, le produit est négligeable, de sorte que leur mouvement est bien décrit par la mécanique newtonienne.

## Relations de Heisenberg
Considérons une particule massive non relativiste se déplaçant sur un axe.

### Description classique
La mécanique classique de Newton affirme que la dynamique de la particule est entièrement déterminée si l'on connaît à chaque instant sa position {\displaystyle x} et sa quantité de mouvement {\displaystyle p=mv}, deux grandeurs physiques à valeurs réelles. Le couple {\displaystyle (x,p)} définit l’espace des phases de la particule. Toute grandeur physique est représentable par une fonction {\displaystyle f(x,p)} réelle. Cette théorie est conforme au principe de non-contradiction d'Aristote, selon lequel deux affirmations contradictoires ne peuvent être vraies en même temps. À un moment donné, la particule est ou n'est pas en un endroit donné. Du point de vue mathématique, l'état de la particule est décrit par un nombre fini de grandeurs scalaires.

### Description quantique
En mécanique quantique, la valeur précise des paramètres physiques tels que la position ou la vitesse n'est pas déterminée tant qu'elle n'est pas mesurée. Seule la distribution statistique de ces valeurs est parfaitement déterminée à tout instant. Cela peut mener au point de vue (qui est un abus de langage) selon lequel un objet quantique pourrait être « à plusieurs endroits en même temps ». Un point de vue plus juste consiste à dire que l'objet quantique n'a pas de localisation tant que la position n'est pas mesurée.
Cela dit, le paradoxe n'est qu'apparent. Il vient du fait que les grandeurs scalaires classiques sont insuffisantes pour décrire la réalité quantique. On doit faire appel à des fonctions d'onde qui sont des vecteurs appartenant à un espace de Hilbert de dimension infinie.
Les grandeurs classiques ne sont donc en fait que des vues partielles de l'objet, potentiellement corrélées.

#### Notion d'observable
Une grandeur physique, appelée une observable, n'est plus une fonction {\displaystyle f(x,p)} réelle, mais est représentée par un opérateur hermitien {\displaystyle {\hat {G}}} agissant sur un espace de Hilbert {\displaystyle {\mathcal {H}}}. La valeur de cette grandeur physique est l'une des valeurs propres réelles de cet opérateur :
{\displaystyle {\hat {G}}\,|g_{i}\rangle =g_{i}\,|g_{i}\rangle }.
Si l'état du système à l'instant de la mesure est un vecteur {\displaystyle |\psi \rangle } de l'espace {\displaystyle {\mathcal {H}}}, alors ce vecteur admet la décomposition :
{\displaystyle |\psi \rangle =\sum _{i}c_{i}\,|g_{i}\rangle }
où les {\displaystyle c_{i}} sont des nombres complexes.

#### Interprétation probabiliste
Le nombre complexe {\displaystyle c_{i}} permet de calculer la probabilité {\displaystyle p_{i}} d'obtenir la valeur {\displaystyle g_{i}} :
{\displaystyle p_{i}=|c_{i}|^{2}=c_{i}\,c_{i}^{*}}.
La mesure de la grandeur est une variable aléatoire (v.a.) avec une espérance {\displaystyle E(g)} et un écart type {\displaystyle \sigma (g)}. La mesure est donc de nature probabiliste, ce qui implique beaucoup de paradoxes apparents en logique aristotélicienne. L'un d'entre eux a été immédiatement remarqué par Heisenberg : l'opérateur position {\displaystyle {\hat {x}}} et l'opérateur quantité de mouvement {\displaystyle {\hat {p}}} ne commutent pas. En effet, leur commutateur vaut :
{\displaystyle \left[{\hat {x}},{\hat {p}}\right]={\hat {x}}\,{\hat {p}}-{\hat {p}}\,{\hat {x}}=i\,\hbar }.
Alors il n'est pas possible de mesurer simultanément ces deux grandeurs observables qui sont dites complémentaires. La notion d'espace des phases disparaît en mécanique quantique, et l'objet quantique est en fait complètement décrit par sa fonction d'onde. Les grandeurs scalaires utilisées en physique classique sont insuffisantes et inadéquates.
L'évolution déterministe de Newton est remplacée par une équation d'évolution déterministe de Schrödinger, permettant de prédire de façon certaine l'évolution temporelle des fonctions d'onde (dont le module carré est la probabilité, la phase n'étant pas connue a priori).

### Inégalité de Heisenberg
Des mesures répétées de la position et de l'impulsion donneront des résultats en général différents à chaque mesure : chaque échantillon de valeurs sera caractérisé par un écart type : {\displaystyle \sigma _{x}} pour la position, et {\displaystyle \sigma _{p}} pour l'impulsion. Le théorème de Heisenberg démontre que :
{\displaystyle \sigma _{x}\cdot \sigma _{p}\geq {\frac {\hbar }{2}}},
où {\displaystyle \hbar } est la constante de Planck réduite. Cette notion est fréquemment vulgarisée par des phrases du type : « Il est impossible de connaître à la fois la position et la quantité de mouvement d’un objet de manière précise ». En effet, si par exemple la position d'une particule est exactement connue, la dispersion en position est identiquement nulle : {\displaystyle \sigma _{x}=0}. L'inégalité de Heisenberg implique alors que {\displaystyle \sigma _{p}\to \infty } : la dispersion en impulsion doit être maximale. Plus précisément, une inégalité analogue existe entre une fonction et sa transformée de Fourier, connue elle aussi sous le nom de principe d'incertitude.

## Difficulté d'interprétation

### Exemples
Cette corrélation d'incertitudes est parfois expliquée de manière erronée en affirmant que la mesure de la position modifie obligatoirement la quantité de mouvement d'une particule. Heisenberg offre initialement cette explication en 1927. Cette modification ne joue aucun rôle, car le théorème s'applique même si la position est mesurée dans une copie du système, et la quantité de mouvement dans une autre copie, parfaitement identique.
Une meilleure analogie serait la suivante : soit un signal variable dans le temps, comme une onde sonore, et soit à connaître la fréquence exacte de ce signal à un instant {\displaystyle t} précis. Ceci est impossible en général, car pour déterminer précisément la fréquence, il faut échantillonner le signal pendant une certaine durée. En traitement du signal, cet aspect est au cœur de l'approche « temps-fréquence » du spectrogramme où l'on utilise le principe d'incertitude sous la formulation de Gabor. Ne serait-ce qu'en photographiant un objet mobile : on peut soit opter pour une image la plus nette possible, « temps de pose minimal », et dans ce cas on privilégie « la mesure de position x » et on ne saura plus exactement « vers où allait l'objet », soit opter pour une mesure à « temps de pose long », et dans ce cas on privilégie « la mesure de la vitesse », mais on ne saura plus exactement « où se trouvait l'objet ».
Le théorème de Heisenberg s'applique en particulier à l'expérience des fentes de Young (1801) avec un photon unique : toutes les ruses qu'inventent les physiciens pour tenter de voir passer la « particule » à travers un des trous, détruisent la phase et donc les interférences de l'onde : il y a complémentarité au sens de Bohr, c’est-à-dire que si avant toute mesure, l'état quantique {\displaystyle |\psi \rangle } décrit à la fois un aspect ondulatoire et un aspect corpusculaire, après la mesure, il subsiste un aspect ondulatoire ou un aspect corpusculaire. Selon la phrase célèbre de Dirac, la « particlonde » a interféré avec elle-même.
Cette expérience est présentée au Palais de la découverte avec une source de photon unique. Le motif produit par des millions de photons passant à travers les fentes peut être calculé à l'aide de la mécanique quantique, mais le chemin de chaque photon ne peut être prédit par aucune méthode connue. L'interprétation de Copenhague dit qu'il ne pourra être calculé par aucune méthode. En 2005, cette expérience a eu lieu avec des fullerènes, de grosses molécules de carbone contenant 60 atomes[réf. souhaitée].

### Critiques

Expérience de pensée d'Einstein permettant de connaitre à la fois la perte d'énergie et le temps de cette perte, deux variables conjuguées soumises au principe d'incertitude.

Lors du congrès Solvay de 1930, Einstein soumet à Bohr un fameux défi expérimental : nous remplissons une boîte avec un matériau radioactif qui émet, de manière aléatoire, une radiation. La boîte a une fente qui est ouverte et immédiatement fermée par une horloge de précision, permettant à quelques radiations de sortir. Donc le temps est connu avec précision. Nous voulons toujours mesurer précisément l'énergie qui est une variable conjuguée. Aucun problème, affirme Einstein, il suffit de peser la boîte avant et après. Le principe d'équivalence entre la masse et l'énergie donnée par la relativité restreinte permet ainsi de déterminer précisément l'énergie qui a quitté la boîte. Bohr lui répondit ceci : « si de l'énergie avait quitté le système alors la boîte plus légère serait montée sur la balance, ce qui aurait modifié la position de l'horloge dans le champ gravitationnel terrestre. » La relativité générale montre alors que le temps propre de l'horloge est (très légèrement) accéléré, ce qui conduit inévitablement à une marge d'erreur. En fait l'analyse détaillée montre que l'imprécision est donnée correctement par la relation de Heisenberg.
Dans l'interprétation de Copenhague de la mécanique quantique, largement acceptée mais pas universellement[réf. souhaitée], le théorème d'incertitude implique qu'à un niveau élémentaire, l'univers physique ne « vit » pas dans un espace des phases, mais bien plutôt comme un ensemble de réalisations potentielles, exactement déterminées en probabilité : les probabilités sont, elles, déterminées avec une précision absolue, pour autant que l'état du système soit pur (c’est-à-dire qu'il ne soit pas lui-même déterminé approximativement)[réf. souhaitée].
Le paradoxe EPR a entraîné Bell, via ses inégalités, à renoncer à la notion classique de localité. Cette hypothèse a été confirmée par l'expérience d'Alain Aspect en 1982, expérience dont la précision a été améliorée par Anton Zeilinger en 1998. Le paradoxe du chat de Schrödinger a conduit à une réflexion profonde sur le rôle du couplage à l'environnement et à la décohérence des intricats,,. D'où une progression rapide de la cryptologie quantique, de la téléportation quantique, réalités techniques en 2005[réf. nécessaire], et de l'informatique quantique, encore balbutiante en 2005.

## États comprimés
Pour contourner les inégalités de Heisenberg, les physiciens réalisent des états dits comprimés (en franglais : états « squeezés »), où il n'y a aucune incertitude sur la phase (mais alors le nombre de particules est indéterminé) ou, au contraire, un nombre bien déterminé de particules (en particulier de photons), mais l'information sur la phase est perdue. Les travaux de Glauber ont montré que l'information quantique n'est pas entachée par le théorème de Heisenberg. On peut donc espérer tirer le maximum d'information quantique d'une photographie numérique, tout en respectant le deuxième principe de la thermodynamique.

## Implications philosophiques
Le principe d'incertitude a inspiré Stéphane Lupasco dans le développement de sa logique dynamique du contradictoire[réf. nécessaire], cas général de la logique classique qui permet de comprendre l'incertitude et d'autres phénomènes en biologie et en psychologie, ce que ne permet pas la logique classique.
Hannah Arendt évoque le principe d'incertitude dans le chapitre 8 de La crise de la Culture intitulé La conquête de l’espace & la dimension de l’Homme. Elle s'en sert comme indice nous amenant à penser que l'humanité pourrait s'auto-détruire.

## Dans la culture
- Jérôme Ferrari, Le principe, Actes Sud, 2015.